# Ratusz w Bolesławcu
Ratusz w Bolesławcu – zabytkowy ratusz mieszczący się na bolesławieckim rynku, barokowy z gotyckimi elementami wieży i wnętrz, wzniesiony w roku 1535. Obecnie budynek jest siedzibą władz miejskich.

## Historia
Najstarsza siedziba radnych z XIV w. uległa zniszczeniu podczas wojen husyckich. Kolejny budynek postawiono w 1432 roku.

Obecny ratusz w Bolesławcu pochodzi z lat 1524-1535 i był dziełem Wendela Roskopfa. W latach 1557, 1561 i 1569 burmistrzem Bolesławca był Jan Hanwald, który w 1567 otrzymał czeskie szlachectwo. Z wyjątkiem wieży i fragmentów wnętrz charakter ratusza określiła przebudowa w latach 1776-1781 w stylu barokowym. Kolejne remonty i przebudowy, z których najważniejsza miała miejsce w 1893 nie zmieniły znacząco stylu. W roku 1945 na skutek działań wojennych ratusz został uszkodzony, a w latach 1962-1966 został wyremontowany. Obiekt służy władzom miasta, a część pomieszczeń zaadaptowano m.in. na Salę Ślubów i restaurację, później pizzerię. Ratusz poddano renowacji w 2013 roku.

Decyzją wojewódzkiego konserwatora zabytków z dnia 2 marca 1949 roku ratusz został wpisany do rejestru zabytków.

## Architektura
Ratusz w Bolesławcu jest zespołem trzech budynków połączonych ze sobą. Trójkondygnacyjna bryła złożona jest z dwóch równoległych skrzydeł. Wyróżnia się wieża, z gotycką, kwadratową podstawą i wyższą częścią w stylu barokowym. Wieżę wieńczy hełm z latarnią, na którym umieszczono chorągiewkę z datą 1945. Dachy właściwych budynków kryte są stromym, mansardowym dachem rozświetlonym lukarnami. W budynku jest wysoka sień wejściowa ze sklepieniem kolebkowym. W jednej z sal na parterze ratusza, Sali Ślubów zachowało się interesujące sklepienie sieciowe, autorstwa Roskopfa, które budowniczy skopiował ze sklepienia Sali Władysławowskiej na Hradczanach w Pradze. W południowej fasadzie budowli podczas przebudowy w 1893 umieszczono trzy przeniesione z rynkowych kamienic renesansowe portale.
 
We wschodniej ścianie wmurowano płaskorzeźbę, przedstawiającą rozbrajanie napoleońskiego marszałka, Guillaume'a Brune'a przez mieszkankę miasta, Rozalię Joannę von Bonin.

## Galeria

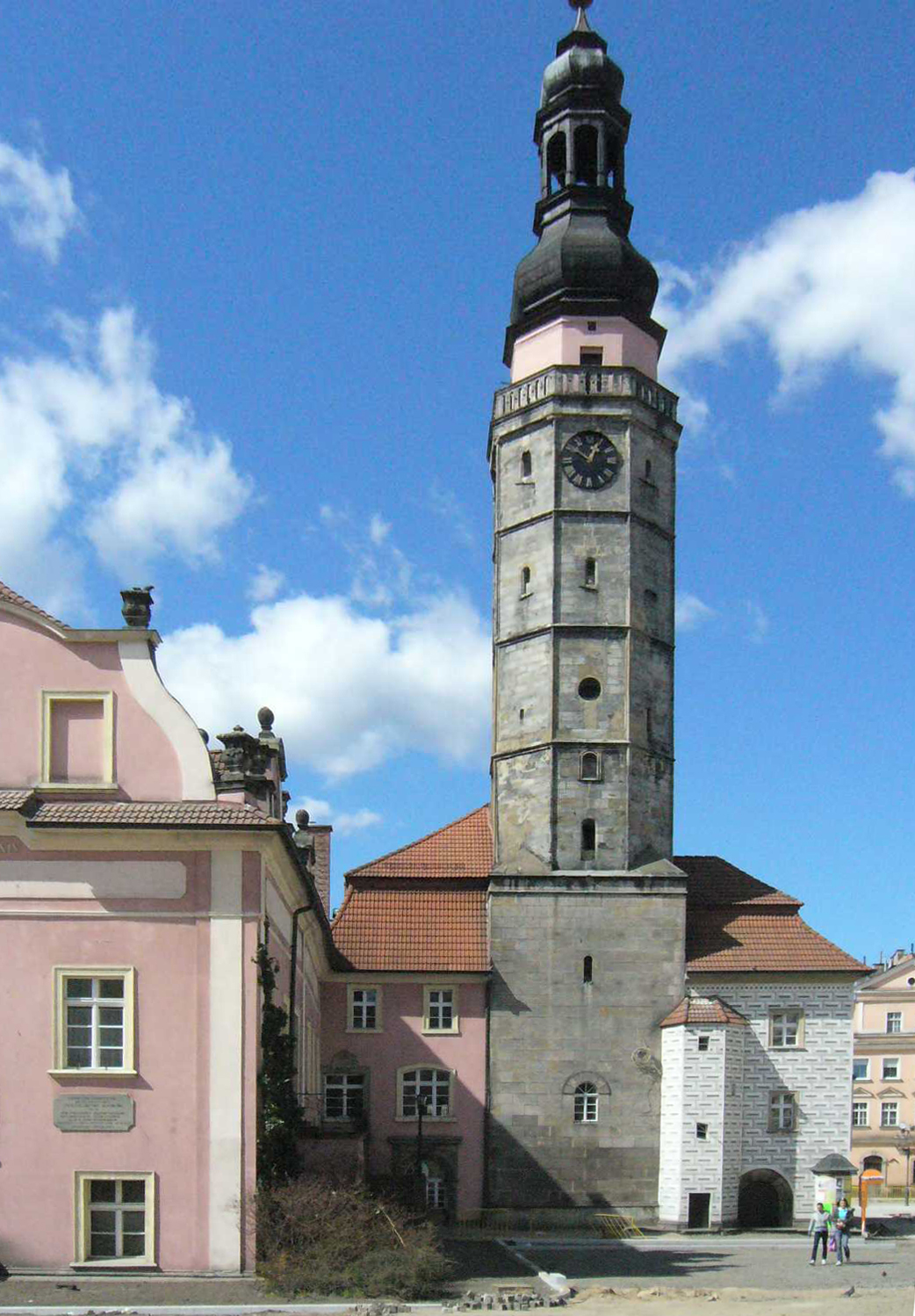
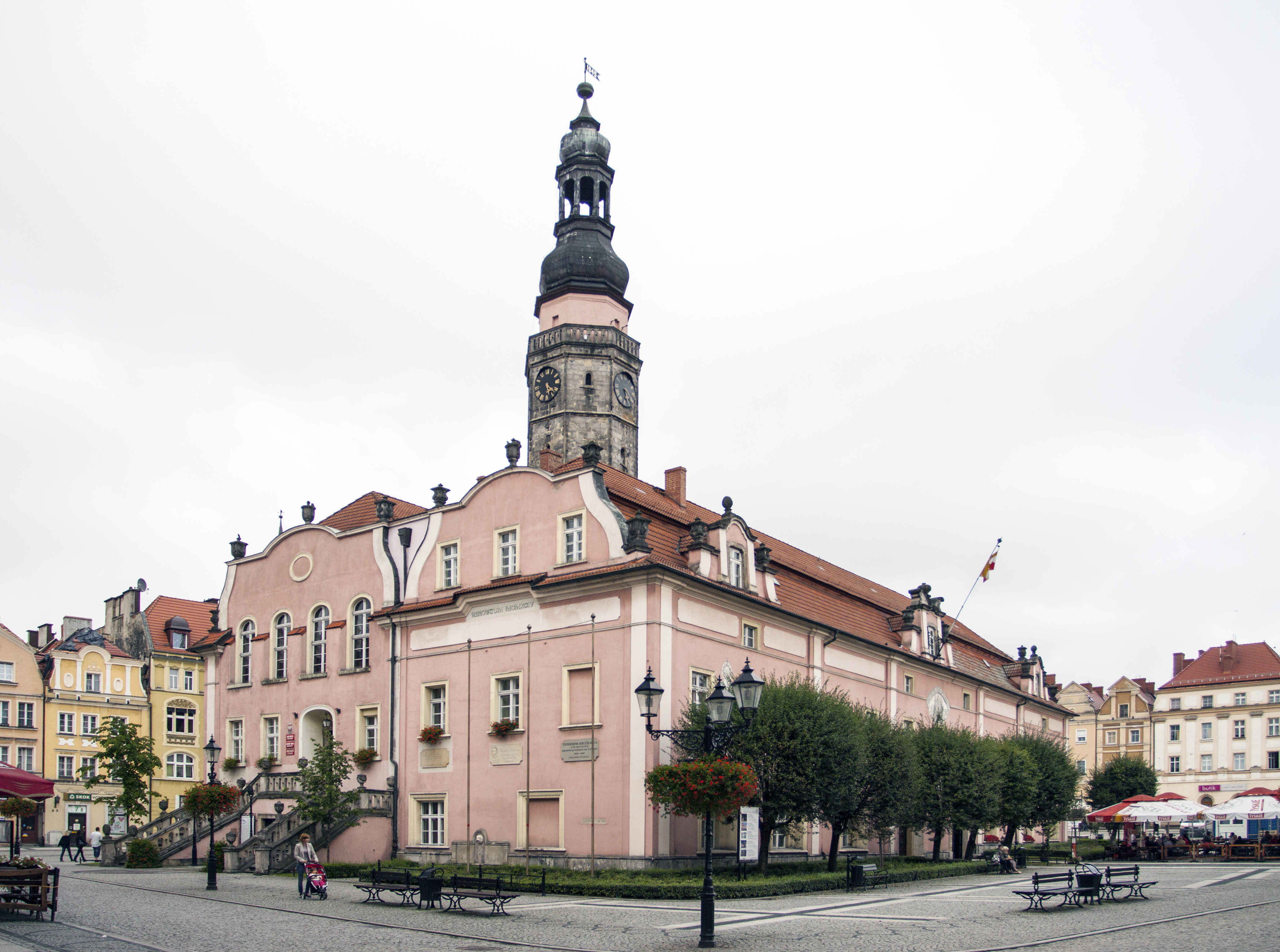
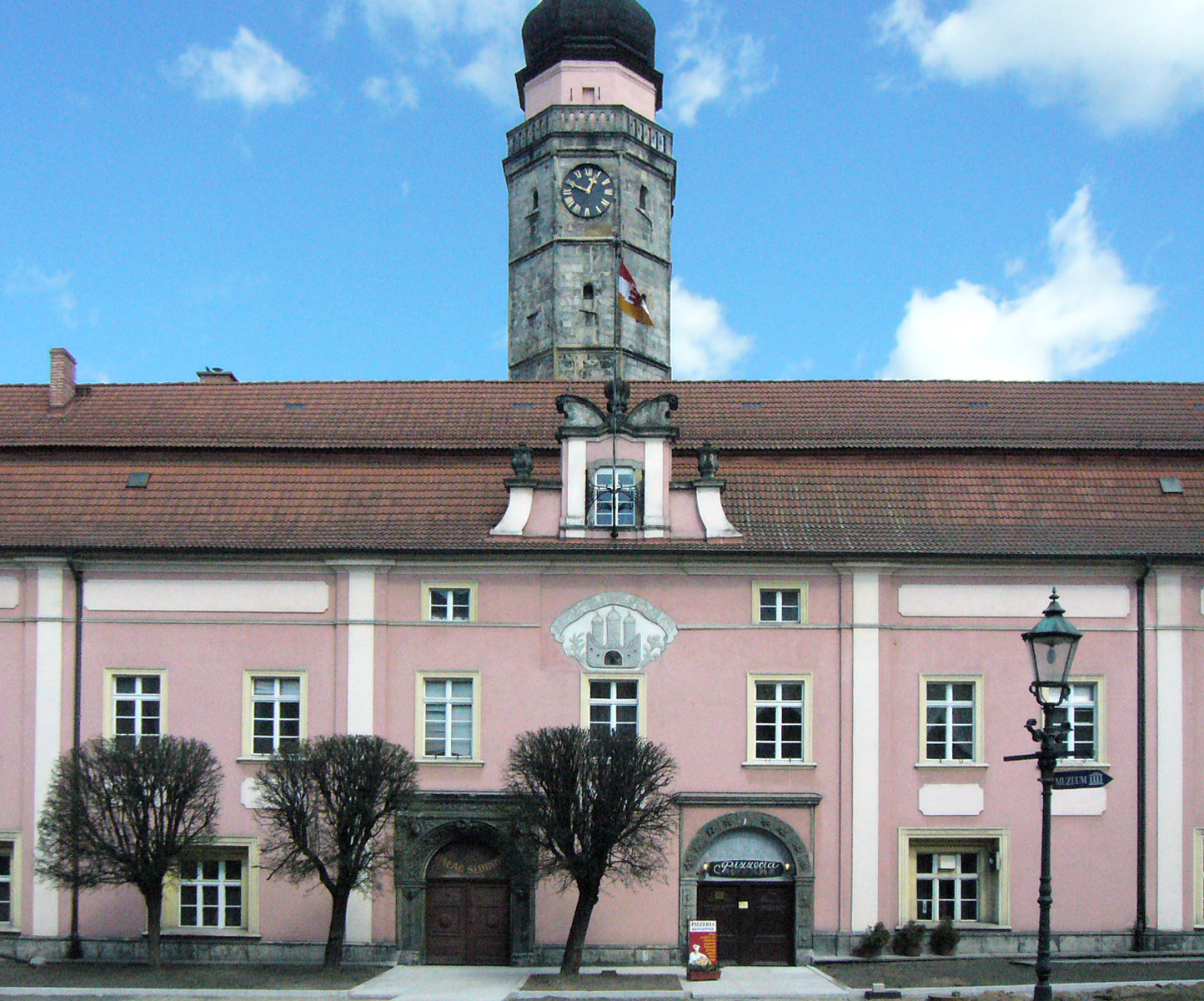
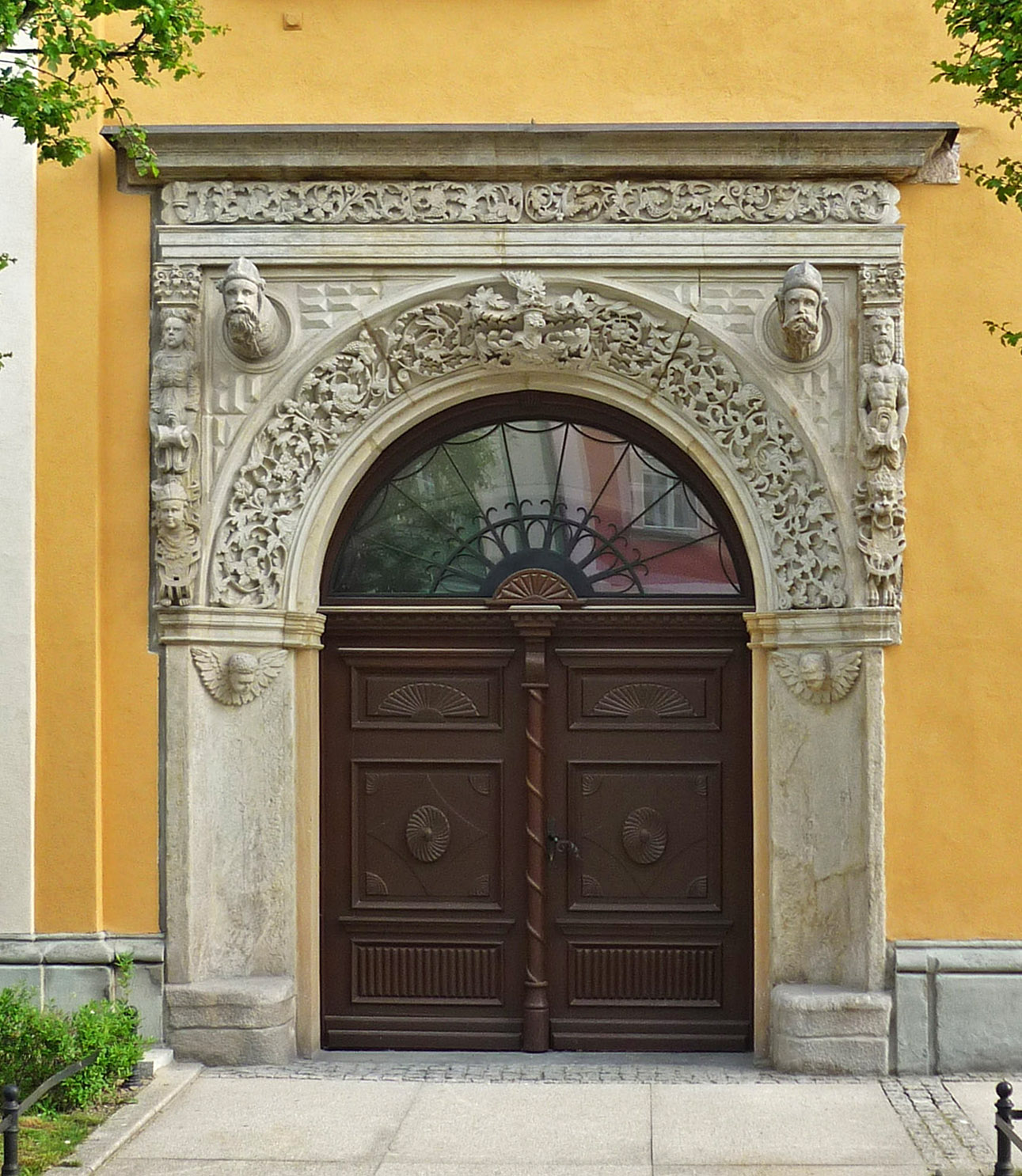
Portal z herbem von Hanwald
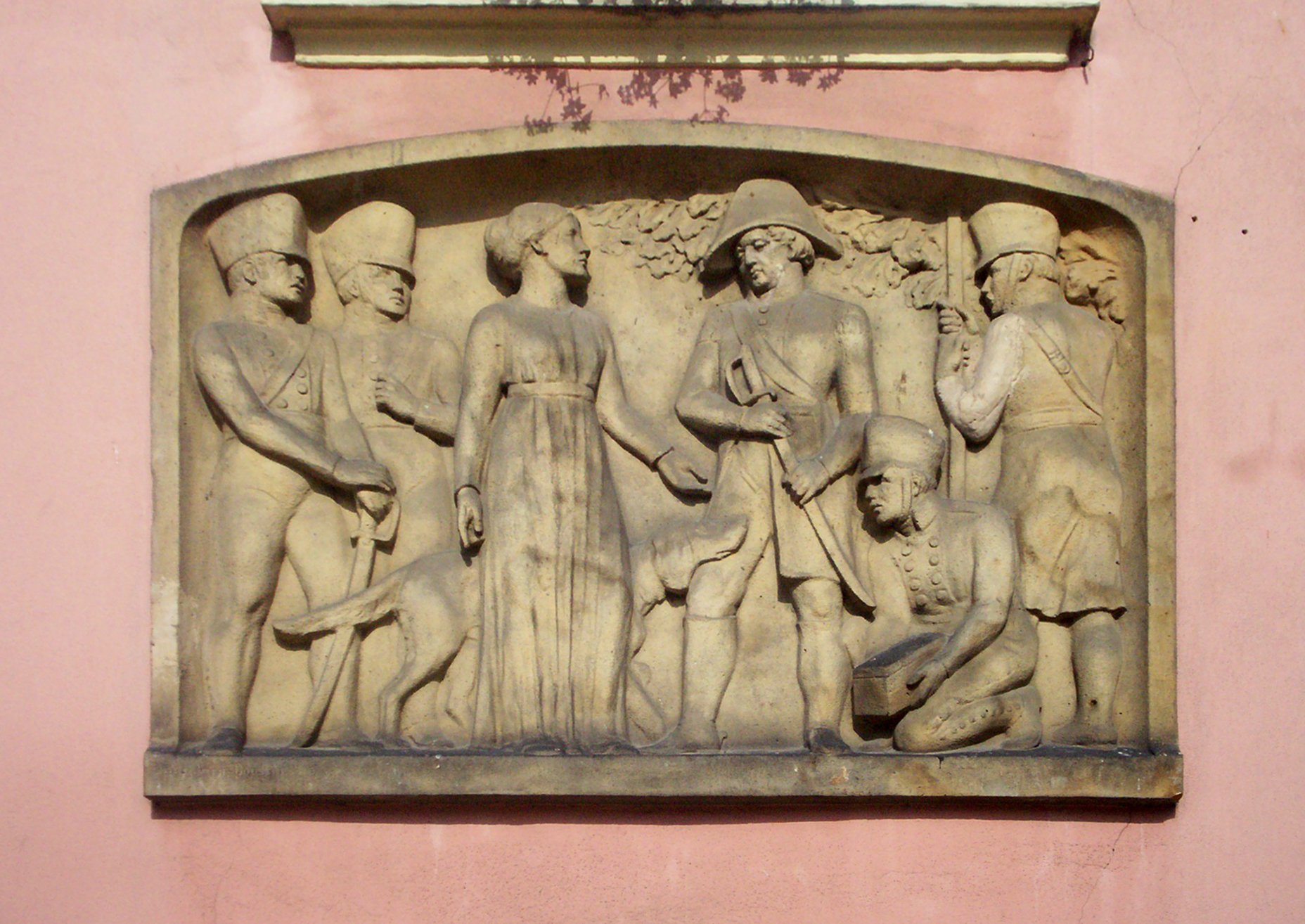
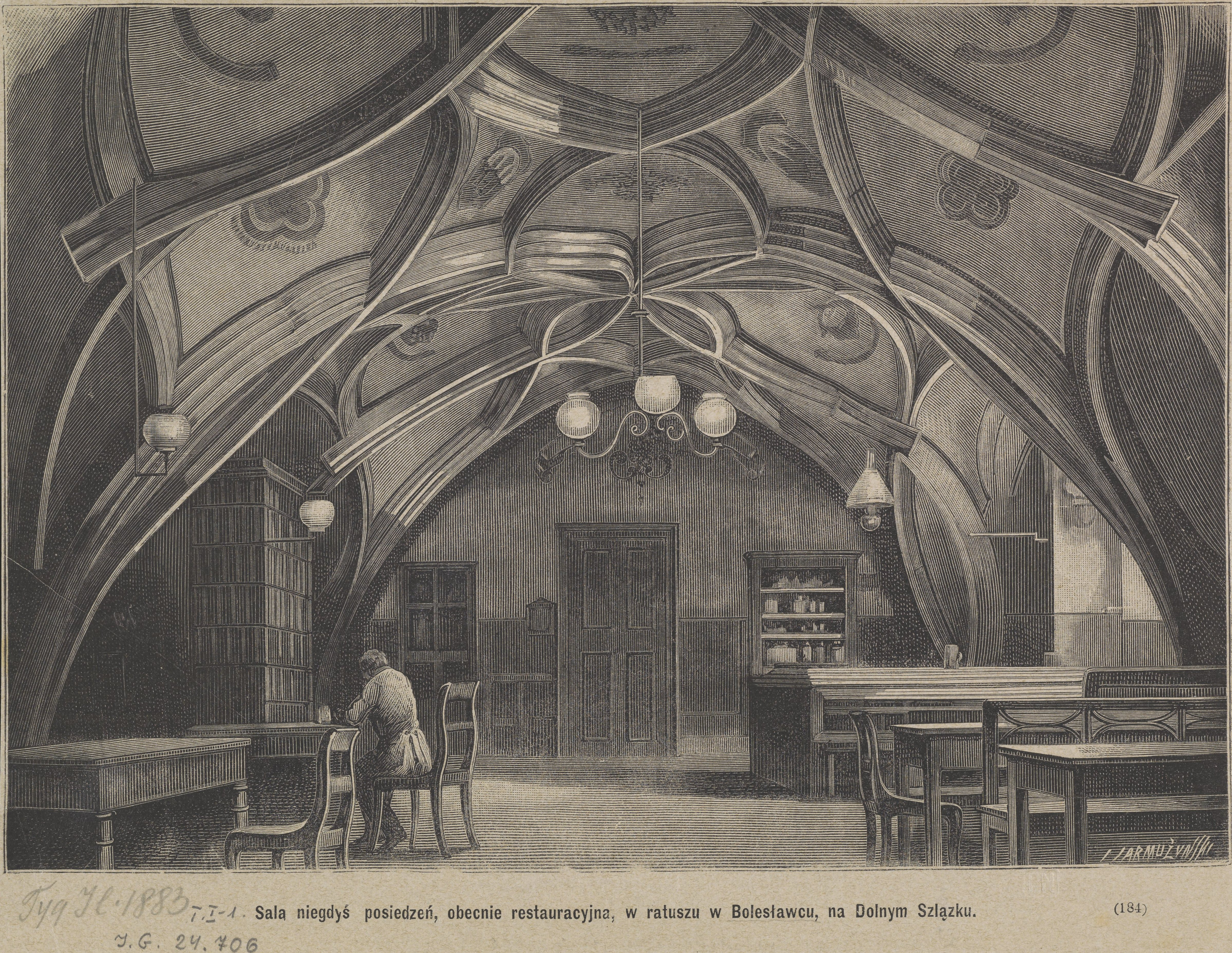
Wnętrze ratusza w 1883